# Love Island Sverige 2018
Love Island Sverige 2018 är 2018 års säsong av Love Island Sverige.

## Format

### Upplägg
Love Island Sverige följer samma format som originalserien från Storbritannien. Åtta singlar lever isolerade i en villa i en jakt på kärleken. Den som inte hittar en partner riskerar att få lämna villan, något som när som helst kan bli verklighet då nya singlar konstant kommer till villan. Det par som står kvar som slutsegrare vinner utöver kärleken även en halv miljon kronor.
Till skillnad från liknande format är Love Island en så kallad near live-produktion. Det tittarna ser i sändning har filmats under dygnet innan och har sedan klippts ihop under natten. 

### Interaktivitet
I Love Island är tittarna själva med och påverkar utgången i programmet genom omröstningar i en app. Tittarna är med och bestämmer över vilka som ska dejta vem, vilka som måste lämna villan och mycket mer. 
I appen kan tittarna även själva välja att söka till programmet.